# Ministri degli esteri dell'Austria imperiale
La carica di Ministro degli Esteri dell'Impero, fu una carica utilizzata ininterrottamente dal capo del ministero degli esteri austriaco dal 1848 al 1918.

## Ministro degli Esteri del Sacro Romano Impero (1720–1804)
- Philipp Ludwig Wenzel von Sinzendorf 1720-1742
- Anton Corfiz von Ulfeldt 1742-1753
- Conte Wenzel Anton von Kaunitz-Rietberg 1753-1792
- Conte Johann Philipp von Cobenzl 1792-1793
- Barone Franz Maria von Thugut 1793-1800
- Conte Ferdinand von Trauttmansdorff 1800-1801
- Conte Ludwig von Cobenzl 1801-1805
- Conte Johann Philipp Stadion von Warthausen 1805-1806

## Ministro degli Esteri dell'Impero Austriaco (1806-1867)
- Conte Johann Philipp Stadion von Warthausen 1806-1809
- Principe Klemens Wenzel von Metternich-Winneburg 1809-1848
- Conte Karl Ludwig von Ficquelmont 1848
- Barone Johann von Wessenberg-Ampringen 1848
- Principe Felix von Schwarzenberg 1848-1852
- Conte Karl Ferdinand von Buol-Schauenstein 1852-1859
- Conte Johann Bernhard von Rechberg und Rothenlöwen 1859-1864
- Conte Alexander von Mensdorff-Pouilly 1864-1866
- Barone Friedrich Ferdinand von Beust 1866-1867

## Ministro degli Esteri dell'Impero Austro-Ungarico (1867-1918)
- Barone Friedrich Ferdinand von Beust 1867-1871
- Conte Gyula Andrássy il Vecchio 1871-1879
- Barone Heinrich Karl von Haymerle 1879-1881
- Conte Gustav Kálnoky 1881-1895
- Conte Agenor Maria Gołuchowski 1895-1906
- Conte Alois Lexa von Aehrenthal 1906-1912
- Conte Leopold von Berchtold 1912-1915
- Barone István Burián von Rajecz 1915-1916
- Conte Ottokar Czernin 1916-1918
- Barone István Burián von Rajecz 1918
- Conte Gyula Andrássy il Giovane 1918